# Feusisberg
Feusisberg är en ort och kommun i distriktet Höfe i kantonen Schwyz, Schweiz. Kommunen hade 5 613 invånare (2023).
I kommunen finns två orter: (folkmängd per 2018-12-31)
- Feusisberg: 1 674
- Schindellegi: 3 623